# Solanum pseudolulo
Solanum pseudolulo är en potatisväxtart som beskrevs av Charles Bixler Heiser. Solanum pseudolulo ingår i släktet skattor som ingår i familjen potatisväxter. Inga underarter finns listade i Catalogue of Life.

## Bildgalleri

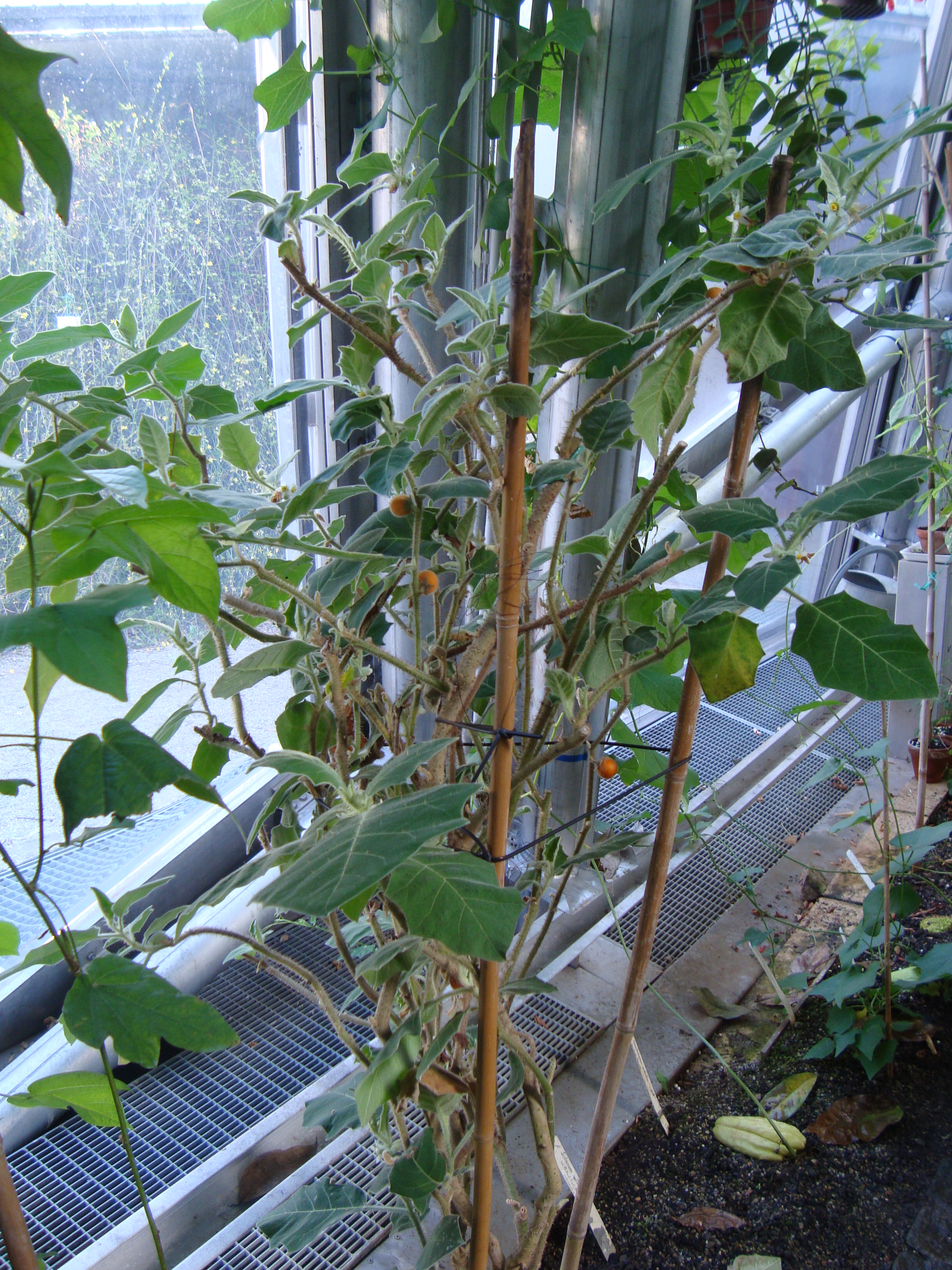
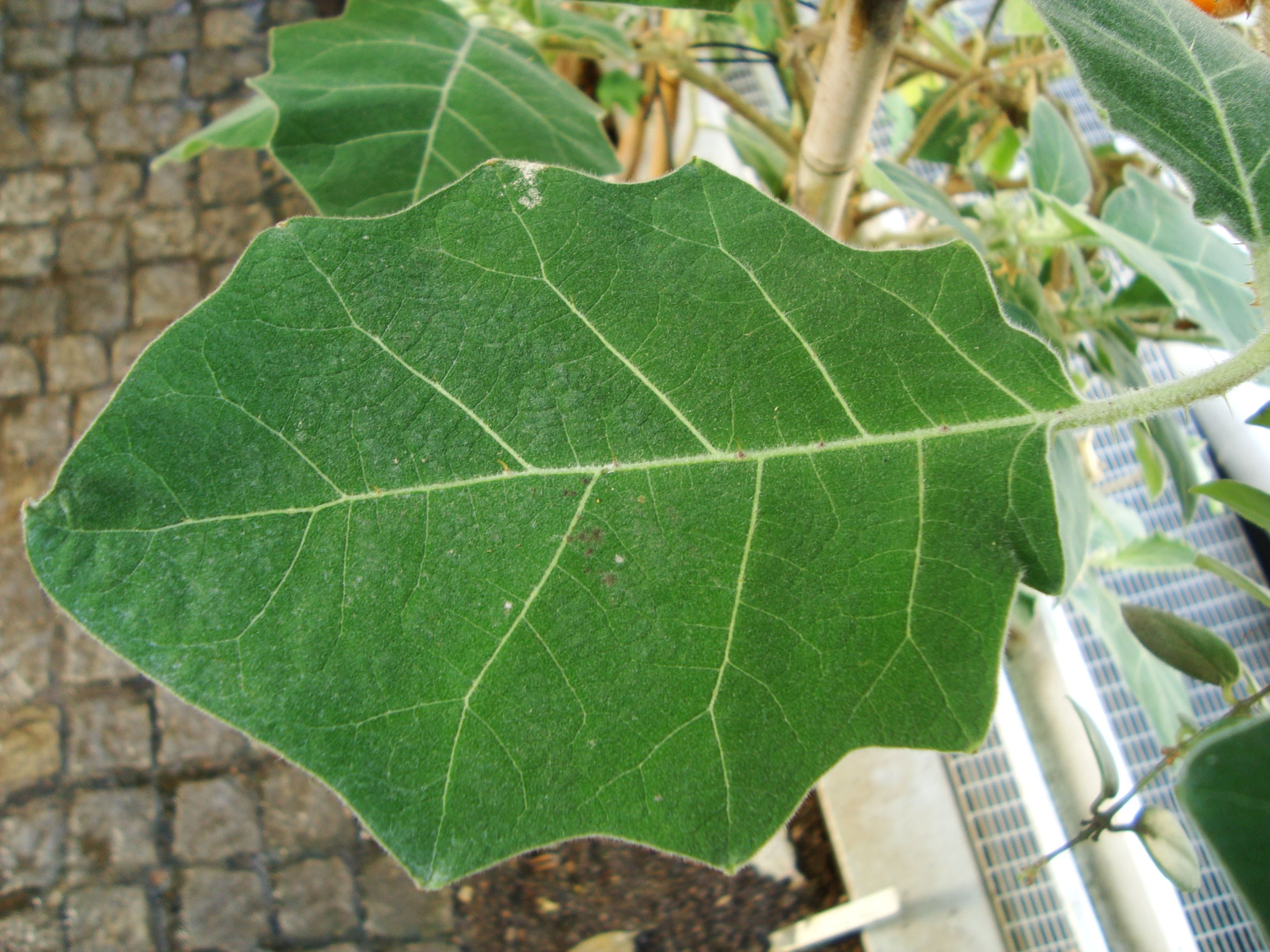
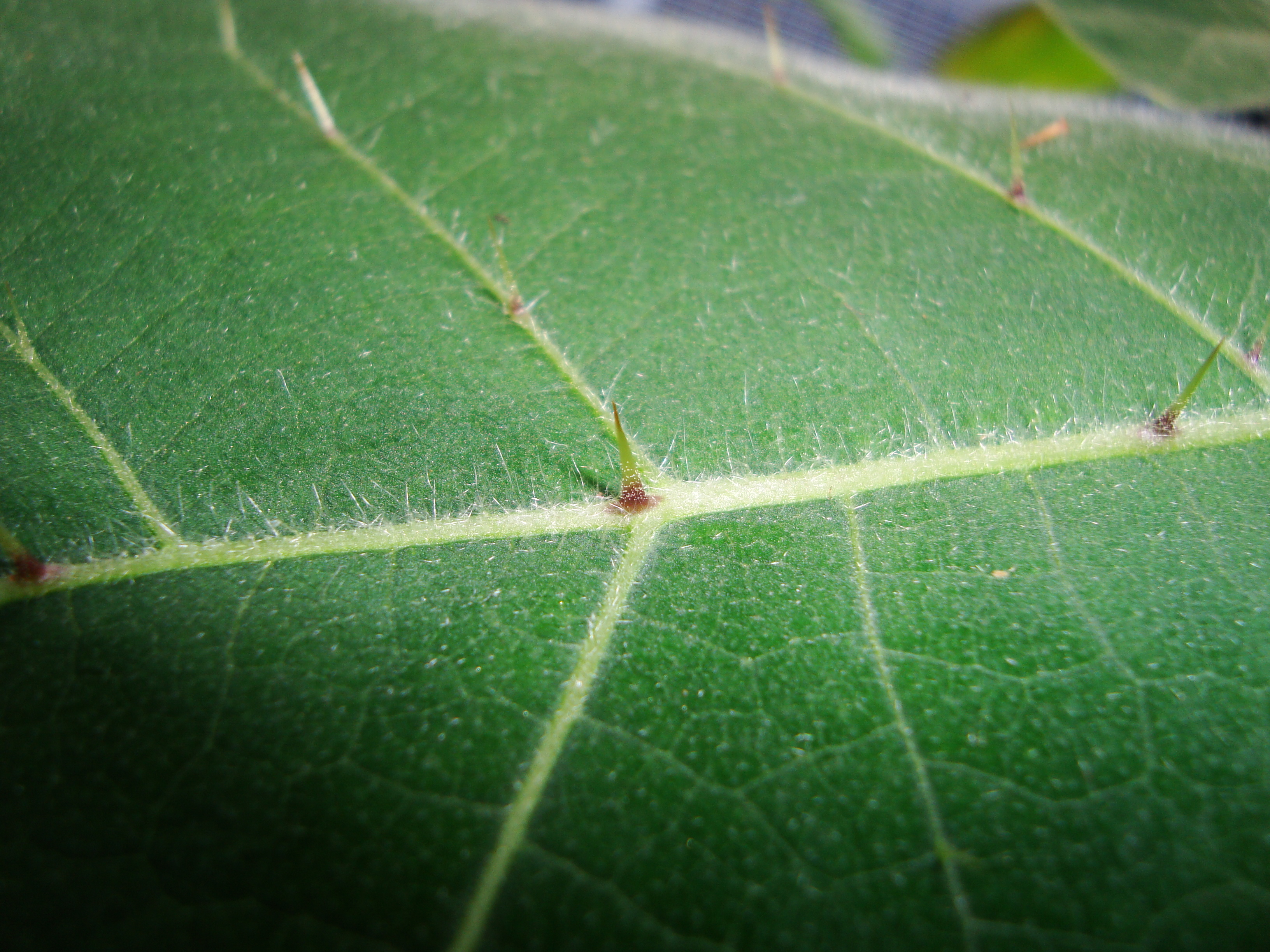
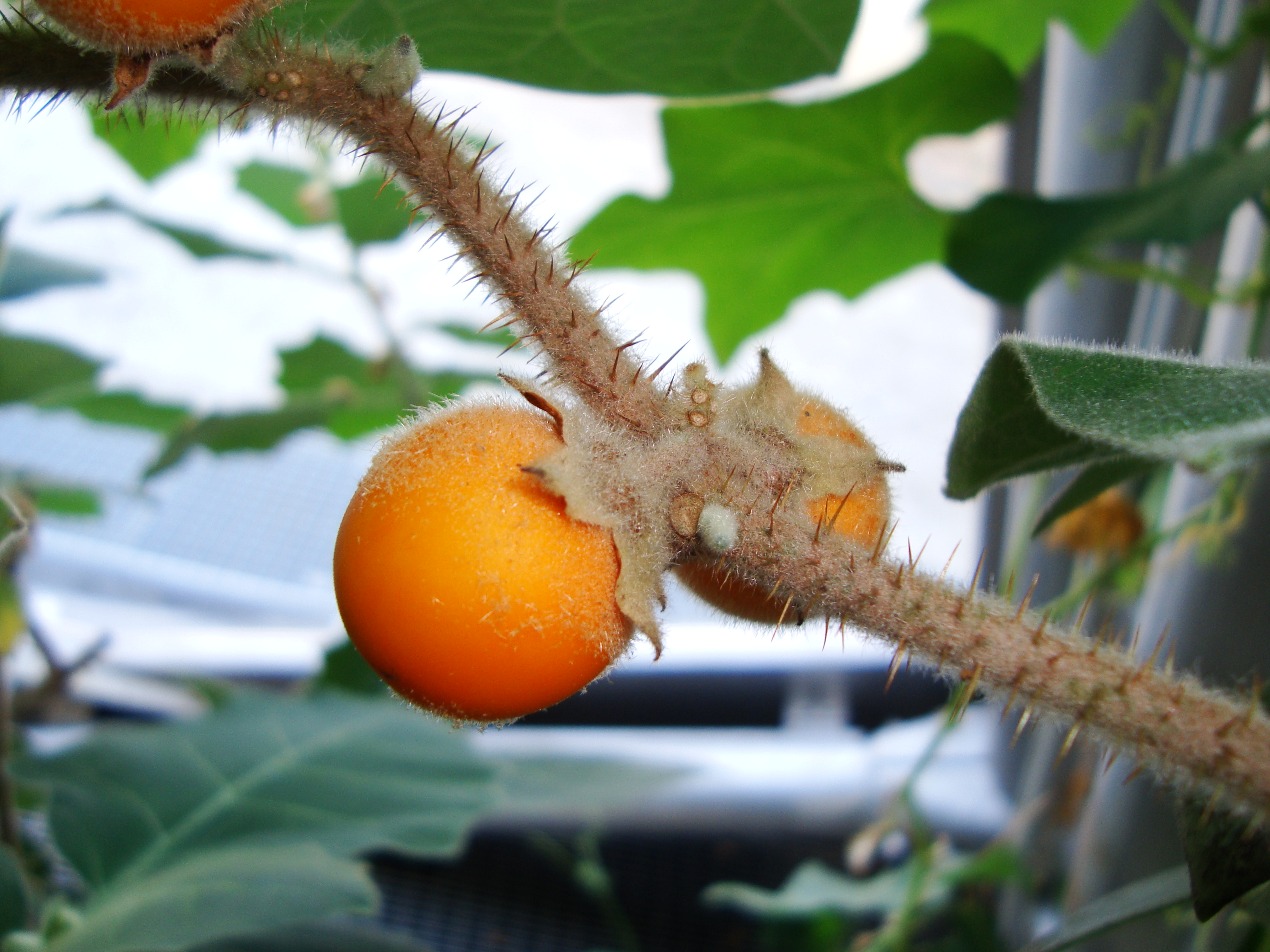